# Pnigomenus kuscheli
Pnigomenus kuscheli är en skalbaggsart som beskrevs av Bosq 1951. Pnigomenus kuscheli ingår i släktet Pnigomenus och familjen långhorningar. Inga underarter finns listade i Catalogue of Life.